# Kittisak Phutchan
Kittisak Phutchan (thailändisch กิตติศักดิ์ พุฒจันทร์, * 2. Februar 2001) ist ein thailändischer Fußballspieler.

## Karriere
Kittisak Phutchan erlernte das Fußballspielen in der Mannschaft von Takam Wittayakom. Seinen ersten Profivertrag unterschrieb er am 1. Januar beim Phrae United FC. Der Verein aus Phrae spielte in der zweiten thailändischen Liga, der Thai League 2. Sein Zweitligadebüt gab er am 28. Februar 2021 im Heimspiel gegen den Ranong United FC. Hier wurde er in nach der Halbzeitpause für Wutthipan Pantalee eingewechselt. Für Phrae bestritt er 25 Zweitligaspiele. Zu Beginn der Saison 2022/23 wechselte er im Juli 2022 zum Drittligisten Banbueng FC. Mit dem Verein aus Chonburi spielte er elfmal in der Eastern Region der Liga. Nach der Hinrunde 2022/23 wechselte er im Januar 2023 zum Zweitligisten Uthai Thani FC. Am Ende der Saison wurde er mit dem Verein aus Uthai Thani Tabellendritter und qualifizierte sich somit für die Aufstiegsspiele zur ersten Liga. Hier konnte man sich im Finale gegen den Customs United FC durchsetzen und stieg in die erste Liga auf. Im Januar 2024 wechselte er auf Leihbasis zum ebenfalls in der ersten Liga spielenden Nakhon Pathom United FC. Am Ende der Saison 2024/25 belegte er mit Nakhon Pathom den vorletzten Tabellenplatz und musste somit in die zweite Liga absteigen. Nach der Ausleihe kehrte er im Sommer 2025 zum Uthai Thani FC zurück.